# Jim Browning
Jim Browning   (valor desconegut, valor desconegut) és l'àlies d'un enginyer de programari i youtuber d'Irlanda del Nord el contingut del qual se centra en l'scam baiting i la investigació de centres d'atenció telefònica que treballen en activitats fraudulentes. Browning coopera amb altres youtubers i amb les forces de seguretat quan necessiten de la seva experiència per a la investigació i infiltració en centres d'atenció telefònica. Browning ha publicat diversos vídeos periodístics d'investigació que destaquen els resultats de les seves recerques.

## Trajectòria
Browning va començar a investigar fraus arran que un familiar seu perdés diners en una estafa d'internet. Va obrir el seu canal de YouTube per a penjar imatges i enviar-les a les autoritats com a prova contra els estafadors.
Des de llavors ha dut a terme investigacions sobre diverses estafes, s'infiltra en xarxes informàtiques dirigides per estafadors que afirmen ser experts en suport tècnic o es fan passar per agents de l'Internal Revenue Service estatunidenc i utilitzen programari d'escriptori remot o enginyeria social contra persones grans i sense coneixements d'informàtica. Aquestes estafes impliquen trucades no sol·licitades que ofereixen serveis informàtics o llocs web que suplanten empreses de renom com ara Dell o Microsoft.
El 2022, la BBC One va encarregar una sèrie de televisió, Scam interceptors, presentada per Rav Wilding. A la sèrie, Browning i un equip de hackers ètics intenten interceptar criminals i prevenir activitats fraudulentes. La primera temporada es va estrenar el 4 d'abril de 2022 i la segona l'1 de maig de 2023.